# Rio Grande do Norte
Rio Grande do Norte (/xiu 'gɾɐ̃.di du 'nɔx.ti/ hoặc /ʁiw 'gɾɐ̃.ð(ɨ) du 'nɔɾ.t(ɨ)/) là một trong số các bang của Brasil, nằm ở phía Đông Bắc Brasil, phần rìa của lục địa Nam Mỹ. Với địa thế như trên, Rio Grande do Norte có rất nhiều điểm đặc biệt. Nó là quê hương của nhà nghiên cứu văn hóa dân gian Câmara Cascudo và là nơi thứ hai trên thế giới (theo NASA) có được bầu không khí trong lành tuyệt đối (sau châu Nam cực). Rio Grande do Norte có phần đất khoảng 410 km trải dài với cát, ánh nắng, cọ dừa và phá, các bờ biển đẹp và các địa danh nổi tiếng ở Natal như Fortaleza dos Reis Magos và Parque das Dunas, công viên đô thị rộng lớn thứ nhì Brasil.